# Astragalus kronenburgii
Astragalus kronenburgii är en ärtväxtart som beskrevs av Johann Andreas `Andrees' Kneucker. Astragalus kronenburgii ingår i släktet vedlar, och familjen ärtväxter.

## Underarter
Arten delas in i följande underarter:
- A. k. chaidamuensis
- A. k. kronenburgii